# Hexatoma breviuscula
Hexatoma breviuscula là một loài ruồi trong họ Limoniidae. Chúng phân bố ở vùng Tân nhiệt đới.